# Picão
Picão és una localitat de São Tomé i Príncipe. Es troba al districte de Pagué, al nord de l'illa i Regió Autònoma de Príncipe. La seva població és de 78 (2008 est.). Es troba al nord-est de la capital de l'illa Santo António i l'aeroport de l'illa i està lligat a la carretera que uneix la capital de l'illa amb Belo Monte al nord-est. Al nord-est es troba Belo Monte, a l'est Praia Grande, al sud Praia Inhame i a l'oest la localitat d'Aeroporto de Príncipe.

## Evolució de la població
| 2001 | 2008 |
| 68   | 78   |

## Equips de futbol
- UDAPB